# Уарас (провинция)
Уарас (исп. Provincia de Huaraz, кечуа  Waras pruwinsya) — одна из 20 провинций перуанского региона Анкаш. Площадь составляет 2 493 км². Население по данным на 2007 год — 147 463 человек. Плотность населения — 57,53 чел/км². Столица — одноимённый город.

## География
Расположена в центральной части региона. Граничит с провинциями: Аиха (на юге), Уармей (на юго-западе), Касма (на западе), Юнгай (на северо-западе), Каруас (на севере), Уари (на востоке) и Рекуай (на юго-востоке).

## Административное деление
В административном отношении делится на 12 районов:
- Уарас
- Кочабамба
- Колкабамба
- Уанчай
- Индепенденсиа
- Хангас
- Ла-Либертад
- Ольерос
- Пампас
- Париакото
- Пира
- Тарика